# Flash Airlines
Flash Airlines — бывшая частная авиакомпания, базировавшейся в Шарм-эш-Шейхе (Египет).
Компания владела двумя самолётами Boeing 737-300 и осуществляла недорогие чартерные рейсы как внутри Египта, так и между ним и другими странами.
3 января 2004 года, один из самолётов авиакомпании упал в Красное море, вскоре после взлёта из Шарм-эш-Шейха.
В ходе расследования, в действиях компании были обнаружены три нарушения:
1. У пилотов не было кислородных масок
2. У пассажиров было мало кислорода
3. Некоторые приборы в кабине не работали

Однако, окончательной причины крушения названо не было, так как самолёт затонул на большой глубине, и бо́льшая часть обломков была недоступна для обследования. В итоге, в том же 2004 году компания прекратила существование.